# Domingo Sastre Salas
Domingo Sastre Salas nació en Lorca en 1888 y murió en Madrid en 1984. Su trayectoria laboral estuvo asociada a la banca, empezando a nivel local y llegando a dirigir el Banco Popular.

## Biografía
El relato de su vida empresarial se cifra en el ascenso progresivo, escalón a escalón y desde la nada, hasta alcanzar la cúspide de la banca española. 
Durante su infancia se crio junto a su primo Alfonso Salas, bajo la tutela de la madre de este último, María Josefa, que a la sazón era la tía de Domingo. Comenzó a trabajar en la sucursal de Lorca del Banco de Cartagena cuando sólo contaba 14 años y tardó, según contó el mismo, quince meses -hasta julio de 1904- en cobrar un sueldo, cuando le asignaron treinta pesetas mensuales. En esa misma sucursal alcanzó el puesto de interventor, en el que permaneció hasta 1914, cuando le ofrecieron el cargo de director de la nueva sucursal del banco en Totana, que decididamente aceptó.
Posteriormente, y después de varios años más en el mundo de la banca, probó suerte en Portugal como administrador de la sociedad de Aguas Radium, pero su pasión por su anterior desempeño pudo más y abandonó ese puesto para regresar de nuevo a España, concretamente a Melilla, hasta que en 1928 fue nombrado director general del Banco Popular, cargo que desempeñó durante muchos años.
Un dato curioso de este ilustre lorquino es su afición a la numismática. En 1973 vendió su colección de monedas (cerca de 28 000 ejemplares, de muy variadas épocas históricas y lugares de acuñación) al Patrimonio Artístico Nacional por la elevada suma de doscientos millones de pesetas.

## Distinciones
Lorca, la que fue su ciudad natal, lo nombró hijo predilecto y le otorgó la Medalla de Oro de la Ciudad y la Medalla de Plata al Trabajo. La Residencia de pensionistas de la Seguridad Social, para cuya construcción regaló los terrenos en el "cruce del Gato", lleva su nombre, así como la alameda que discurre junto al ferrocarril, frente a la estación de Sutullena, donde tenía su residencia ("Huerto Sastre", hoy "Casa del Deporte", moción aprobada por la unanimidad de los grupos políticos en el Pleno Ordinario del Ayuntamiento lorquino del mes de octubre de 2017.